# Astrid Holm
Astrid Vilhelmine Holm, född Rasmussen 9 mars 1893 i Sønder Bjerge sogn i Sorø i Danmark, död 29 oktober 1961, var en dansk skådespelare. Hon var gift med balettdansören Holger Holm.
Holm studerade först dans vid Den kunglige Ballet, men ändrade inriktning 1910 för att istället utbilda sig till skådespelare. Efter studierna engagerades hon vid Det ny Teater och medverkade i flera folklustspel. Hon debuterade som filmskådespelare 1917.

## Filmografi
- 1947 - Mani
- 1946 - Jeg elsker en anden
- 1946 - Diskret Ophold
- 1946 - Hans store aften
- 1925 - Du skal ære din hustru
- 1922 – Häxan
- 1921 – Körkarlen
- 1920 - Lavinen